# Maylisoriidae
Die Maylisoriidae sind eine ausgestorbene Familie gehäusetragender, meeresbewohnender Einzeller aus der Gruppe der Foraminiferen. Sie wurde 1961 von E. V. Bykova anhand von Funden aus dem östlichen Kasachstan erstbeschrieben.

## Merkmale und Lebensweise
Die Arten der Ordnung lebten frei oder waren fest mit dem Untergrund verwachsen. Das Gehäuse besaß eine Wandung aus Protein, die verzweigten Röhren endeten in sackartigen Kammern. Die Maylisoriidae sind fossil nachgewiesen vom oberen Kambrium bis in den Silur. Sie umfassen zwei Gattungen:
- - Chitinodendron
  - Maylisoria

## Nachweise
- Alfred R. Loeblich, Jr., Helen Tappan: Foraminiferal genera and their classification. E-Book des Geological Survey Of Iran. 2005 (online).